# Castillo de Burgk

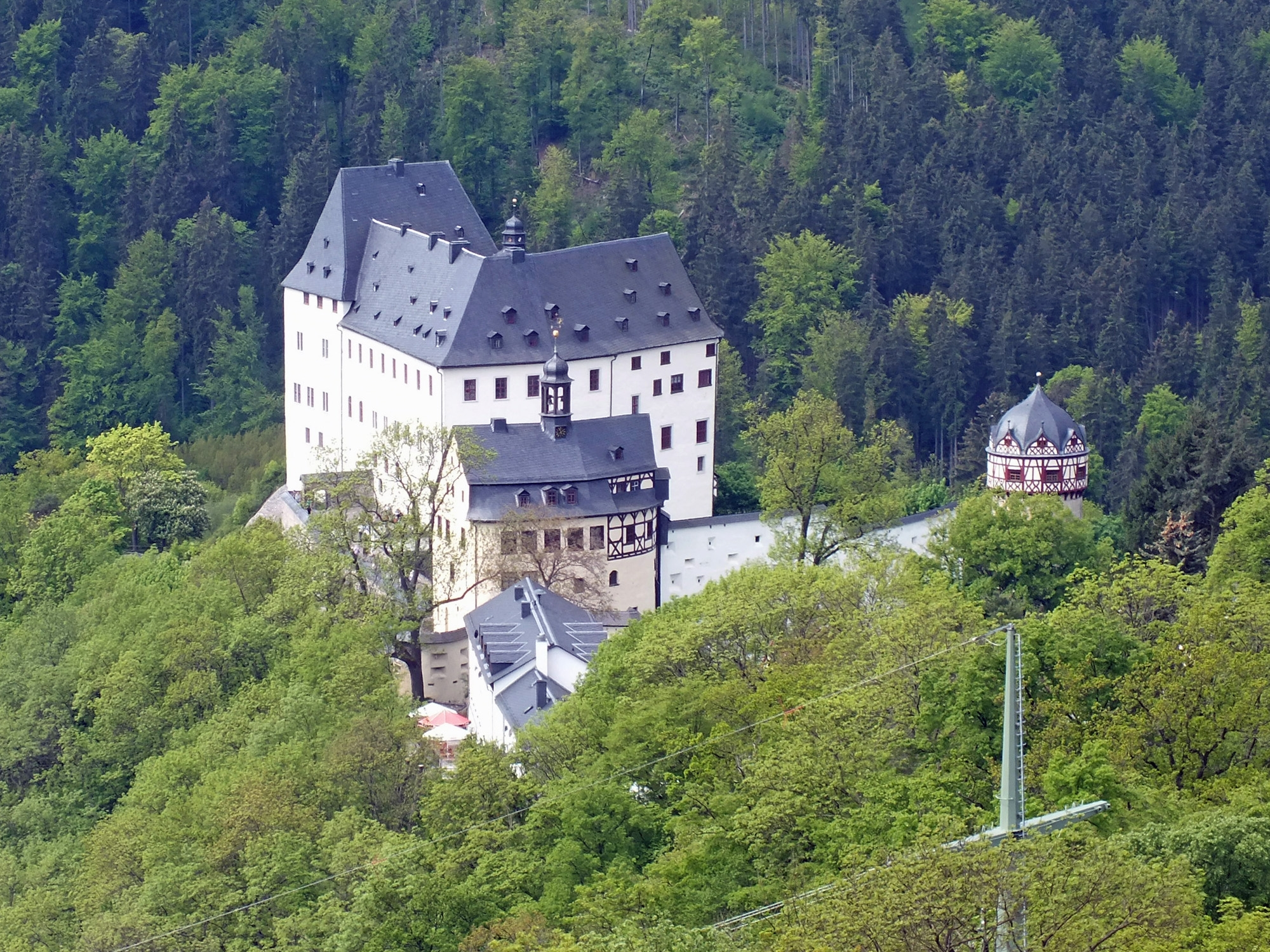
El castillo de Burgk visto desde la Torre de Saale.

El castillo de Burgk (1403 aprox.) es un schloss y un antiguo castillo del distrito de Saale-Orla, en las Tierras Altas de Turingia, en Alemania. Hoy en día, alberga un museo que muestra el estilo de vida principesco de antiguo. Desde su construcción en la Edad Media hasta 1945 perteneció a la Casa de Reuss.
El castillo y el pueblo de Burgk se encuentran en un terreno expuesto sobre una meseta rocosa por encima del pueblo de Burgkhammer y el embalse del mismo nombre en un meandro del río Saale. Se encuentra a nueve kilómetros de la autopista A 9 (Berlín-Múnich).

## Descripción
El castillo, bien conservado, todavía tiene el carácter de un castillo medieval, con muchos detalles medievales. Por ejemplo, el palas original se ha conservado íntegro, al igual que el bergfried y los dos puentes de piedra que conducen al anillo interior y al palas. Antiguamente, ambos eran puentes levadizos. En el puente exterior, debajo del Amtshaus (oficina del distrito), se encuentra un cartel de tarifas de peaje. En 2016, durante la apertura de una muralla barroca, se encontró un salón medieval o Bohlenstube, que data del año 1402.
Cuando se demolió la segunda puerta de entrada en 1739, se encontró una cámara y un perro. Probablemente, este perro fue ofrecido como sacrificio durante la construcción hace unos 400 años y emparedado vivo en el edificio. Hoy, el perro momificado se exhibe en la entrada del castillo detrás de una ventana de vidrio.
La capilla del castillo y las cocinas están bien conservadas, incluida la chimenea de la cocina. En el extremo occidental del sitio se encuentra la Torre Roja (Rote Turm) con una parte superior con entramado de madera de estilo renacentista tardío. La entrada a la Torre Roja se realiza a lo largo de un camino de ronda cubierto, desde el cual corren otros tres a lo largo de los muros.
En el centro del parque de estilo francés de mediados del siglo XVIII, al sur del castillo, se encuentra el pabellón Sophienlust, un edificio de estilo barroco tardío/clasicista.